# The Art of Computer Programming
The Art of Computer Programming (TAOCP) är en monografi av Donald Knuth, som behandlar algoritmer och datastrukturer. Den anses som ett av de främsta referensverken inom datavetenskapen, och American Scientist placerar verket bland 1900-talets tolv främsta vetenskapliga monografier.
Knuth inledde projektet 1962 och publicerade den första volymen 1968. Ytterligare två volymer publicerades 1969 respektive 1973, och sedan dess har volymerna 1, Fundamental Algorithms och 2, Seminumerical Algorithms kommit i nya utgåvor tre gånger och volym 3, Sorting and Searching två gånger. Knuth håller för närvarande på att färdigställa volym 4, och volymerna 5-7 är planerade. Den första delen av volym 4, kallad 4A, publicerades 2011. Volym 4 kommer att delas upp i totalt minst fyra böcker. Volym 5 väntas komma 2030.